# Mușchiul triceps sural
Mușchiul triceps sural (Musculus triceps surae) este un complex muscular voluminos  situat în planul superficial al regiunii posterioare a gambei format de mușchii gastrocnemian și solear. Tricepsul sural constituie proeminența posterioară a gambei numită pulpă. El se inseră prin intermediul tendonului calcanean (tendonul lui Ahile) pe jumătatea inferioară a suprafeței posterioare a tuberozității calcaneene. Este inervat de ramură a nervului tibial. Tricepsul sural are o importanță deosebită în mers, dans, salt: el aplică planta pe pământ și apoi o ridică până la capetele oaselor metatarsiene, și în continuare desprinde complet piciorul de pe sol propulsând astfel corpul înainte. Aceste acțiuni explică atât volumul său mare, cât și forța puternică. Acționează și asupra gambei, împiedicând înclinația ei înainte sub acțiunea greutății corporale. Prin această contracție statică cu punctul fix pe picior, tricepsul este un important stabilizator al articulației talocrurale. Ia parte la menținerea corpului în poziția verticală, alături de mușchii fesieri.